# Knotskop van Schorpioen

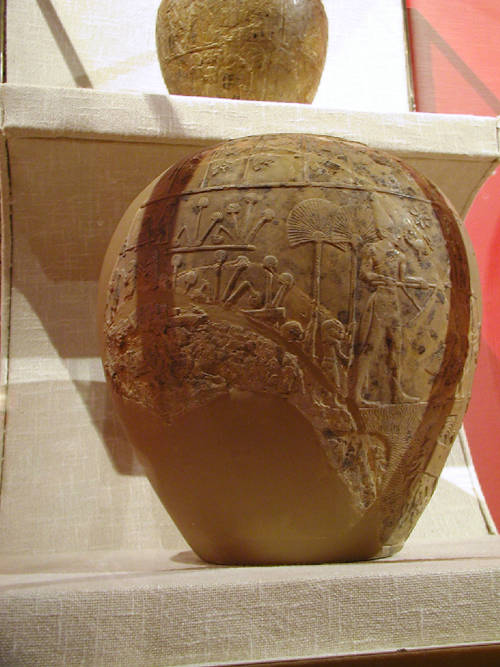
Knotskop van Schorpioen (Ashmolean Museum).

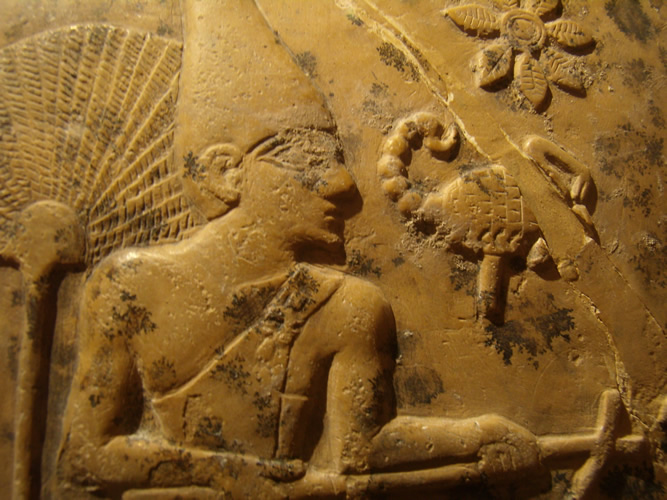
Detail van koning Schorpioen II op de knotskop met de witte kroon, met een schorpioen en rozet vlak bij zijn hoofd, en een hak in zijn handen (Ashmolean Museum).

De knotskop van Schorpioen (ook bekend in het Engels als Major Scorpion macehead) is een gedecoreerde oud-Egyptische knotskop, die werd teruggevonden door de Britse archeologen James E. Quibell en Frederick W. Green in wat zij de hoofdbewaarplaats noemden in de tempel van Horus te Hierakonpolis tijdens het opgravingsseizoen 1897/1898. Het behoort thans tot de collectie van het Ashmolean Museum van de Universiteit van Oxford. Het is een kalkstenen peervormige knots en wordt toegeschreven aan farao Schorpioen II omwille van de glief van een schorpioen die vlak bij de afbeelding van een koning die de witte kroon van Opper-Egypte draagt is gegraveerd.
Een tweede, kleiner knotskopfragment dat Schorpioen afbeeldt met de rode kroon van Neder-Egypte wordt in het Engels de Minor Scorpion macehead genoemd.

## Omschrijving van de knotskoppen

### Egyptische beeldconventies
Oud-Egyptische afbeeldingen voldeden aan een aantal conventies. Omdat perspectief nog niet bekend was, werd diepte vaak aangegeven door een verderaf gelegen scene af te beelden boven een dichterbij gelegen scene. Het onderlichaam, de benen, armen en hoofd van mensen werden haast altijd in profiel getoond, terwijl hun torso's net als het oog frontaal werd afgebeeld. Benen stonden altijd uit elkaar. De grootte van een figuur ten opzichte van de anderen was vaak afhankelijk van diens status, zo werden koningen groter afgebeeld dan hun onderdanen.

### DeMajor Scorpion macehead
Op de grootste van de twee knotskoppen ziet men de koning met een stierenstaart aan zijn heup hangend bij water staan, mogelijk een kanaal, met een hak in zijn handen. Hij draagt de witte kroon van Opper-Egypte en wordt gevolgd door twee waaierdragers. Een schorpioen en een rozet zijn dicht bij zijn hoofd afgebeeld. Hij kijkt in de richting van een man die een mand vasthoudt en mannen die standaarden vasthouden. Een aantal mannen zijn druk bezig langs de oever van het kanaal. In het achterste gedeelte van het gevolg van de koning zijn enkele planten, een groep vrouwen die met hun handen klappen en een kleine groep mensen, die allemaal van de koning zijn weggericht. In het bovenste register is er een rij van nomos-standaarden. Een vogel bengelt van elk van deze, opgehangen aan zijn nek.

### DeMinor Scorpion macehead

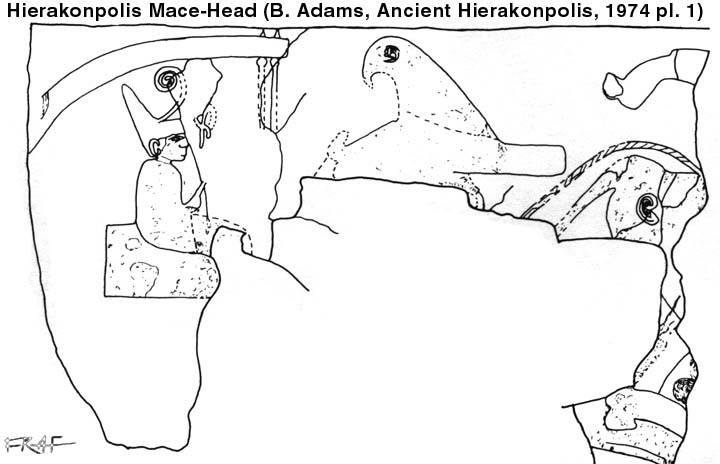
De kleinere knotskop met koning Schorpioen met de rode kroon.

Er is maar weinig overgebleven van deze knotskop en de afbeeldingen erop: een koning met de rode kroon van Neder-Egypte, gezeten op een troon onder een baldakijn, die een vlegel (nekhakha) vasthoudt. Naast zijn hoofd zijn ook hier een schorpioen en rozet afgebeeld. Hij wordt aangekeken door een valk die mogelijk een touw in een van zijn klauwen vasthoudt - een motief dat ook aanwezig is op het Narmerpalet.